# Joaquín Corbalán
Joaquín Corbalán (San Carlos (Salta), 1870 - Buenos Aires, 7 de noviembre de 1933) fue un médico y político argentino, que ejerció el cargo de Gobernador de la Provincia de Salta entre los años 1925 y 1928.

## Biografía
Estudió en el Seminario de la ciudad de Salta, pero abandonó los estudios eclesiásticos y cursó la carrera de medicina en la Universidad de Buenos Aires, recibiéndose en el año 1893. Había sido condiscípulo de Luis Agote, inventor de la transfusión de sangre indirecta. Durante sus estudios universitarios se unió a la Unión Cívica Radical.
Durante un tiempo ejerció la medicina en el Hospital Rivadavia de Buenos Aires, para luego establecerse en la provincia de Salta. Se especializó en cirugía y en pediatría. Fue docente de la Escuela Normal de Salta, miembro del Consejo Provincial de Higiene y del Consejo General de Educación.
Tras un tiempo de residencia en Buenos Aires, se estableció en la Provincia de Tucumán, donde fue médico cirujano y miembro del Consejo de Salud Pública provincial. No había tenido actuación política alguna en su provincia.
Durante el gobierno de Hipólito Yrigoyen se identificó con los radicales que repudiaron la acción política del grupo que rodeaba al presidente y se unió a la Unión Cívica Radical Antipersonalista. A pedido de los dirigentes de esta fracción del radicalismo, se presentó como candidato a gobernador en las elecciones de 1925, siendo elegido merced al apoyo del gobierno nacional.
Se esforzó por hacer un gobierno liberal y progresista, construyendo caminos, modernizando el sistema impositivo y el catastro, extendiendo la red de caminos y las obras de riego, fomentando la industrialización de la producción agropecuaria y ordenando las concesiones mineras y pretolíferas. También decretó más de treinta concesiones petrolíferas a empresas estadounidenses, testaferros todas ellas de la Standard Oil, mientras rechazaba el derecho del Estado nacional a explotar petróleo en su provincia a través de YPF.
En 1928, el antipersonalismo se alió al conservadurismo, apoyando la candidatura del líder conservador Manuel Ramón Alvarado, quien obtuvo una ajustada primera minoría sobre el radicalismo yrigoyenista. Pero al reunirse la Convención Electora de Gobernador, el tercer partido en disputa, la Liga Calchaquí, manifestó que apoyaría al candidato radical Julio Cornejo. El gobernador saliente decidió desconocer la autoridad de la Convención, y los electores de la alianza conservadora-antipersonalista pidieron al presidente Marcelo T. de Alvear la intervención federal de la provincia de Salta. Pero Alvear envió a Salta un comisionado, que obligó al gobernador a permitir la reunión de la convención, que eligió gobernador a Cornejo, a quien Corbalán entregó el mando el 1 de mayo de ese año.
Regresó a Tucumán, donde fue presidente de la Asistencia Pública durante la llamada Década Infame, adhiriendo a la Concordancia entre conservadores y antipersonalistas. Escribió varias obras sobre la brucelosis, a cuyo estudio dedicó gran parte del resto de su vida.
Falleció en la ciudad de Buenos Aires el 7 de noviembre de 1933.